# 大城区域
大城區域（朝鲜语：／ Taesŏng guyŏk */?）是朝鮮民主主義人民共和國首都平壤直轄市的一個區域，位於市中心東北、大同江右岸。合掌江把本區域分為東西兩部。
2008年人口115,739人。下分15洞。
錦繡山議事堂、平壤天文台、朝鮮中央動物園、植物園、金日成綜合大學和黎明大街、百花园迎宾馆位於本區域。